# Sam Wilson (Universo cinematográfico de Marvel)
Samuel Wilson, más conocido como Sam Wilson es un personaje ficticio interpretado por Anthony Mackie en el Universo Cinematográfico de Marvel (UCM), basado en el personaje de Marvel Comics del mismo nombre y conocido comúnmente por su alias original, Falcon. Wilson es representado como un paracaidista de salvamento veterano de la Fuerza Aérea de los Estados Unidos que vuela usando un jet pack con alas articuladas, y un amigo cercano y aliado de Steve Rogers, después de ayudarlo durante el levantamiento de Hydra, siendo luego reclutado por él para unirse a los Vengadores.
Durante las consecuencias relacionadas con los Acuerdos de Sokovia, Wilson se pone del lado de Rogers y se convierte en un fugitivo como resultado. Regresa al redil durante el conflicto contra Thanos, siendo víctima del Blip. Después de ser devuelto a la vida, es designado personalmente por el ahora retirado Rogers para convertirse en el nuevo Capitán América, y también recibe de él una versión especialmente hecha del icónico escudo. Sin embargo, creyendo que no puede estar a la altura del manto, Wilson decide entregar el escudo al gobierno de los EE. UU., quien a su vez nombra a John Walker como Capitán América. Durante el conflicto que sigue con Walker y los Flag Smashers, Wilson, con la ayuda de James Barnes, finalmente acepta el título y más tarde pasa el manto de Falcon a Joaquin Torres..
Wilson es una figura central en el UCM habiendo aparecido en seis películas hasta 2025 y tomando un papel principal en la miniserie de Disney +, The Falcon and the Winter Soldier (2021)y en la película Captain America: Brave New World (2025).  El personaje se destaca por ser el primer Capitán América afroamericano en el UCM, y la interpretación de Wilson por parte de Mackie ha tenido una recepción positiva de la crítica y de la audiencia.

## Concepto, creación y caracterización
Samuel Thomas Wilson, conocido como Falcon, fue el primer superhéroe afroamericano en tener presencia en los cómics convencionales. El personaje apareció por primera vez en Capitán América #117 (septiembre de 1969). Creado por el escritor y editor Stan Lee y el artista Gene Colan, surgió, recordó Colan en 2008,

...a fines de la década de 1960 [cuando las noticias de la] Guerra de Vietnam y las protestas de derechos civiles eran frecuentes, y Stan, que siempre quería estar al frente de las cosas, comenzó a traer estos titulares a la historietas. ... Uno de los mayores pasos que dimos en esta dirección se produjo en 'Capitán América'. Disfruté dibujando personas de todo tipo. Dibujé tantos tipos diferentes de personas como pude en las escenas que ilustré, y me encantó dibujar personas negras. Siempre encontré interesantes sus rasgos y mucho de su fuerza, espíritu y sabiduría escritos en sus rostros. Me acerqué a Stan, según recuerdo, con la idea de presentarle a un héroe afroamericano y lo aceptó de inmediato. ... Miré varias revistas afroamericanas y las usé como base de inspiración para dar vida a Falcon.

Fue presentado como un antiguo residente anónimo del barrio de Harlem de la ciudad de Nueva York, que había adoptado un halcón salvaje al que entrenó y llamó Redwing. (Su propio nombre, Sam Wilson, no se dio a conocer hasta la página cinco del número siguiente). Después de que Wilson entrara en conflicto con el supervillano Red Skull, Steve Rogers inspiró a Wilson a adoptar la identidad disfrazada de Falcon, y Wilson se sometió a entrenamiento con Rogers. Durante la mayor parte de la década de 1970, Falcon y el Capitán América formaron un equipo en la ciudad de Nueva York, siendo publicados en Captain América and the Falcón de los números 134-192 y 194-222 (febrero de 1971–junio de 1978).
Falcon finalmente se convirtió en miembro de los Vengadores de los números 183 a 194 (mayo de 1979–abril de 1980), y tuvo un número en solitario. Después de aparecer regularmente en Capitán América vol. 2 (noviembre de 1996–noviembre de 1997), Falcon se reunió con los Vengadores en The Avengers vol. 3, #1 (febrero de 1998). Esta vez, permaneció con el equipo y se convirtió en uno de sus miembros más destacados en el número 57 (octubre de 2002). En 2014, Marvel anunció que Wilson sucedería a Rogers como el nuevo Capitán América, un manto que el personaje asumió a partir de entonces en varias carreras adicionales.
A mediados de la década de 2000, el productor de Marvel Studios Kevin Feige se dio cuenta de que Marvel aún poseía los derechos de los miembros principales de los Vengadores, que incluían al Capitán América y sus personajes asociados, incluido Wilson. Feige, un "fanático" autoproclamado, imaginó crear un universo compartido tal como lo habían hecho los creadores Stan Lee y Jack Kirby con sus cómics a principios de la década de 1960. En 2005, Marvel recibió una inversión de 525 millones de dólares de Merrill Lynch, lo que les permitió producir diez películas de forma independiente, incluida Capitán América. Paramount Pictures acordó distribuir la película. En julio de 2012, Anthony Mackie entró en negociaciones para interpretar a Wilson/Falcon junto a Chris Evans en Capitán América y El soldado del invierno. En noviembre de 2014, se confirmó que Mackie regresaría en Capitán América: Civil War.  A principios de julio de 2015, un avance internacional reveló que Mackie aparecería como Wilson/Falcon en Ant-Man. Mackie también aparece en la secuencia posterior a los créditos, junto con Chris Evans y Sebastian Stan como Steve Rogers/Capitán América y Bucky Barnes/Soldado del Invierno, respectivamente.

### Caracterización
Al ingresar al papel, Mackie dijo: "[Wilson es] un tipo realmente inteligente que pasó por un entrenamiento militar importante y se convierte en un líder táctico".  También comentó: "Es el primer superhéroe afroamericano. Me hace sentir que todo el trabajo que he hecho ha valido la pena. Tengo un hijo, sobrinos y sobrinas, y me encanta la idea de que puedan disfrazarse de Halcón en Halloween. Ahora tienen a alguien a quien pueden idolatrar. Eso es un gran honor para mí". Marvel, que eligió a Mackie por su "energía y sentido de la diversión", no le permitió leer el guion antes de firmar. Mackie pasó cinco meses haciendo dos ejercicios al día y comiendo una dieta de 11,000 calorías por día para ponerse en forma para el papel. Comentando sobre la relación de Rogers con Wilson, Evans dijo: "Conociendo al personaje de Mackie, él solía servir, ahora trabaja en los chicos de asesoramiento de VA que regresan a casa con trastorno de estrés postraumático: se conectan en ese nivel. Creo que ambos son guerreros heridos que no sangran sobre otras personas. Cap no tiene a nadie sobre quien sangrar. Creo que Mackie sabe cómo manejar a personas así. … A veces, cuando las cosas van mal, confiar en un extraño es el camino a seguir".
Sobre la inclusión de Falcon en Ant-Man, el director Peyton Reed dijo que no se hizo solo para incluir al personaje, sino que "[s]irvió como un punto de la trama; un propósito en nuestra historia" y les permitió mejorar el "montaje de consejos" de Michael Peña, que fueron escritos por los escritores de producción Gabriel Ferrari y Andrew Barrer, y agregaron que Falcon "parecía el personaje correcto, no un personaje de marquesina como Iron Man o Thor, sino el nivel correcto de héroe". Rudd y McKay decidieron incluir a Falcon después de ver Capitán América: El Soldado de Invierno.
Hablando sobre la relación entre Wilson y Rogers en Capitán América: Civil War, Mackie dijo: "Con Falcon y Cap, lo que es genial es que hay un respeto mutuo. Hay un respeto de soldado. ¿Qué tiene de bueno? . . [Capitán América: Civil War] es que puedes ver crecer su relación", agrega: "Respeta y admira a Cap porque Cap ganó su rango en lugar de sentarse en una oficina y simplemente delegar órdenes". Feige dijo que se decidió volver a filmar la escena final de la película para incorporar el nuevo traje de Falcon diseñado para Ant-Man, que se lanzó después de Age of Ultron, ya que Falcon se filmó originalmente con su traje original de The Winter Soldier . Mackie dijo que no se dio cuenta de que Wilson se había convertido en un Vengador hasta que vio la película en el estreno, ya que solo le dieron el guion de las escenas en las que trabajó.
Wilson usa un par de metralletas como sus armas principales y vuela usando un jet pack con alas articuladas. Desde Civil War en adelante, cuenta con la ayuda de un dron robótico llamado Redwing.  Joe Russo declaró que la inclusión de Barnes al lado de Rogers obliga a Wilson a cuestionar la dinámica y la relación que tiene con Rogers en el futuro. Mackie notó que en Infinity War, Wilson guarda rencor con otros héroes como Iron Man y Black Panther después de los eventos de Civil War. 

## Biografía del personaje ficticio

### Primeros años y servicio militar
Wilson nació y creció en Delacroix, Luisiana, donde su familia operaba un negocio de pesca. Más tarde se convirtió en pararrescatador de la Fuerza Aérea de los Estados Unidos y realizó múltiples giras en campañas militares en el extranjero. Fue seleccionado para probar un prototipo de traje aéreo militar junto a su amigo Riley debido al uso de juegos de rol por parte de los insurgentes que impedían el uso de helicópteros. Sin embargo, Riley fue asesinado por un juego de rol y Wilson no pudo salvarlo. Después de terminar su servicio en la Fuerza Aérea, Wilson se convirtió en consejero de trauma ayudando a otros veteranos que regresaban de la guerra.

### Ayudando a Steve Rogers
En 2014, Wilson se hace amigo de Steve Rogers mientras trotaba en Washington D. C. y luego lo ayuda a él y a Natasha Romanoff a derrotar a Hydra, quien se ha infiltrado en S.H.I.E.L.D. y busca activar el Proyecto Insight para eliminar posibles amenazas. Después de recibir ayuda de Maria Hill y Nick Fury, el trío viaja a la sede de SHIELD, el Triskelion, donde se enfrentan a Bucky Barnes, a quien Hydra le lavó el cerebro y lo convirtió en el Soldado del Invierno, y a Brock Rumlow, el líder de S.T.R.I.K.E. Posteriormente, Wilson se ofrece a acompañar a Rogers en su misión de localizar a Barnes.

### Nuevo vengador
En 2015, Wilson asiste a la fiesta de los Vengadores en su sede de la ciudad de Nueva York para informarle a Rogers sobre su progreso en la búsqueda de Barnes; tras la misión del equipo en Sokovia, es finalmente reclutado como nuevo miembro de los Vengadores.
Unos meses más tarde, Wilson tiene una breve pelea con Scott Lang fuera del Complejo de los Vengadores, donde Lang toma un dispositivo necesario para su propia misión. Wilson, impresionado por sus habilidades, comienza a buscarlo.

### Acuerdos de Sokovia
En 2016, Wilson acompaña a Rogers, Romanoff y Wanda Maximoff en una misión en Lagos para evitar que Rumlow, ahora convertido en mercenario, obtenga un arma biológica. Mientras está allí, Wilson estrena un dron robótico con forma de pájaro al que ha apodado Redwing. Más tarde, se convierte en el primer Vengador en oponerse a los Acuerdos de Sokovia, una nueva ley que establece que los Vengadores sean supervisados por las Naciones Unidas a la que Rogers se opone pero Tony Stark apoya. 
Después de que Barnes es incriminado por un atentado con bomba en Viena que mata al rey de Wakanda, T'Chaka, Rogers y Wilson intentan protegerlo, solo para ser arrestados. Cuando el verdadero perpetrador del atentado, Helmut Zemo, activa su lavado de cerebro, suelta a Barnes contra los Vengadores y vuelve a la normalidad, Barnes les cuenta a Rogers y Wilson acerca de otros cinco supersoldados que cree que Zemo quiere desatar. Por sugerencia de Wilson, Rogers llama a Clint Barton para reclutar a Lang y recuperar a Maximoff. En Alemania, se enfrentan a la facción de Vengadores de Stark, y Wilson y la mayor parte del equipo de Rogers acuerdan quedarse atrás y permitir que los capturen para que Rogers y Barnes puedan perseguir a Zemo. Wilson y los Vengadores capturados están encarcelados en la prisión de La Balsa, donde Stark convence a Wilson para que le diga a dónde fueron Rogers y Barnes a cambio de que Stark vaya solo. Algún tiempo después, Rogers saca a sus aliados de la balsa y se esconden debido a la violación de los acuerdos.

### Infinity War y resurrección
En 2018, Wilson, Rogers y Romanoff llegan a Escocia para rescatar a Maximoff y Visión de Proxima Midnight y Corvus Glaive, dos de los Hijos de Thanos que buscan su Gema. Los Vengadores se dirigen a Wakanda para proteger a Visión antes de enfrentarse una vez más con los Hijos de Thanos y los Outriders de Thanos. Sin embargo, no logran evitar que Thanos complete su Guantelete del Inifinito e inicie el Blip para borrar la mitad de toda la vida en el universo, incluido Wilson.
En 2023, los Vengadores sobrevivientes resucitan a las víctimas y unen fuerzas con sus aliados para enfrentarse a una versión alternativa de Thanos en la línea de tiempo. Después de asistir al funeral de Stark, Wilson, con la aprobación de Barnes, recibe el escudo y el manto del Capitán América de manos de un anciano Rogers, que tras regresar las gemas, se quedó en el pasado para vivir con Peggy Carter.

### Convirtiéndose en Capitán América
6 meses después, en 2024, Wilson volvió a trabajar como contratista con la USAF con el apoyo de su amigo, el primer teniente, Joaquín Torres; En una de sus misiones, rescata a un capitán de nombre Vasant de un grupo conocido como LAF, liderados por Georges Batroc. En su descanso, Torres le comenta sobre los Flag Smashers; un grupo que cree que la vida era mejor durante el Blip y que buscan unificar al mundo. En Washington D. C., Wilson le da el escudo al gobierno de los EE. UU. para que pueda exhibirse en una exhibición del Smithsoniano dedicada al Capitán América, creyendo que no es digno de tomar el manto del Capitán América. Se reencuentra con James Rhodes, quien además de ponerse al día, le discute su decisión. Regresa a Delacroix para ayudar a su hermana, Sarah, con el negocio familiar hasta que Torres le cuenta sobre un ataque llevado a cabo por los Flag Smashers en Suiza. Wilson luego se entera de que el gobierno de los Estados Unidos ha nombrado a John Walker como el nuevo Capitán América, usando el escudo que entregó

#### Asociación con Bucky Barnes
Mientras se prepara para una misión en Múnich, Wilson se encuentra con Bucky, quien expresa su desaprobación porque entregó el escudo; decide unirse a su misión para enfrentarse a los Flag Smashers, que contrabandean medicina y conocen a su líder, Karli Morgenthau. Esta le destruye a Redwing y en la pelea descubren que todos tienen una fuerza sobrehumana (supersoldados). A pesar de recibir ayuda de Walker y su compañero Lemar Hoskins, Wilson y Barnes son vencidos y los terroristas escapan. Walker solicita que la pareja se una a él para ayudar al Consejo de Repatriación Global (GRC, por sus siglas en inglés) a sofocar las revoluciones violentas en curso posteriores al Blip, pero se niegan y hacen notar su molestia por tomar el manto de Steve. Para buscar información, se dirigen a Baltimore donde Bucky le presenta a Isaiah Bradley, un veterano de la Guerra de Corea y supersoldado a quien Barnes encontró en batalla décadas antes. Sin embargo, Bradley se niega a ayudarlos y revela que tanto el gobierno como Hydra lo encarceló y experimentó con él durante treinta años. Sam le reprocha por no haberlo sabido antes, pero tiene un pequeño incidente con la policía. Por iniciativa de la terapeuta de Barnes, Sam tiene una dinámica donde vuelve a manifestarle a Bucky que hizo lo correcto al entregar el escudo. Vuelven a rechazar la ayuda de Walker y Hoskins, pero Walker les advierte que no se metan en su camino. 
Barnes convence a Wilson para que viajen a Berlín y se reúna con el encarcelado Zemo en un esfuerzo por obtener información sobre los Flag Smashers, durante el cual Barnes organiza en secreto su fuga de la cárcel. A pesar de su desgana, Wilson se une a Barnes y Zemo para viajar a Madripoor con nombres falsos para localizar la fuente del nuevo suero de supersoldado; Sam se hace pasar por el criminal "Tigre Sonriente".  Aprenden de la criminal de alto rango, Selby, que el Mediador de Poder contrató al ex científico de Hydra, el Dr. Wilfred Nagel, para recrear el suero; el trío se ve comprometido cuando Sam recibe una llamada de Sarah y al ser descubiertos, Selby es asesinada. El trío es salvado por la fugitiva Sharon Carter, quien vive en la isla tras ayudarlos en su conflicto interno, y a pesar de su resentimiento por dejarla a su suerte, acepta ayudarlos después de que Wilson se ofrece a conseguirle el perdón del gobierno. Llegan al laboratorio de Nagel y lo confrontan; se enteran de que, gracias a la sangre de Isaiah, creó veinte viales del suero antes de que Karli y los Flag Smashers los robaran. Después de que Zemo mata a Nagel y los cazarrecompensas destruyen el laboratorio de este último, Wilson, Barnes y Carter luchan contra los cazarrecompensas hasta que Zemo adquiere un auto de escape para ayudarlos a escapar. Mientras Carter se queda atrás, Wilson, Barnes y Zemo viajan a Letonia para encontrar a Morgenthau.

#### Deteniendo a los Flag Smashers
Tras encontrarla en el funeral de su madre adoptiva Donya Madahi, Wilson intenta persuadir a Morgenthau para que ponga fin a la violencia, pero un impaciente e inestable Walker interrumpe y ella escapa. Tras enterarse de que ella amenazó a Sarah, Wilson se reúne con Morgenthau, durante el cual le pide que se una a su movimiento. Walker y Hoskins intervienen; descubre que Walker ha tomado el suero y en la pelea con los terroristas, Morgenthau mata accidentalmente a Hoskins. Enfurecido por la muerte de su amigo, Walker persigue a Nico, hombre de confianza de Karli y usa el escudo para matarlo frente a un grupo de transeúntes horrorizados, que filman sus acciones. Sam y Bucky llegan y observan lo ocurrido.
Tras buscarlo y encontrarlo, Wilson y Barnes exigen a Walker que entregue el escudo; al negarse, comienza una pelea en la que Walker destruye su traje de alas y logran quitarle el escudo a duras penas, Wilson se queda limpiando la sangre que Walker derramó. Después de pasarle sus alas dañadas a Torres, Wilson vuelve a visitar a Bradley, donde este último le cuenta su historia y expresa su creencia de que un hombre negro no puede, y no debe, ser el Capitán América. Wilson regresa a su hogar en Luisiana y ayuda a reparar el barco familiar, con la ayuda de varios lugareños, así como de Barnes, quien le entrega a Wilson un nuevo traje de Capitán América que adquirió de los Wakandanos. Mientras entrenan con el escudo, Wilson y Barnes acuerdan dejar atrás su pasado y trabajar juntos como amigos.
Al aceptar su papel como el nuevo Capitán América y después de recibir información de Torres, Wilson vuela a Nueva York para salvar al GRC de los Flag Smashers con la ayuda de Barnes, Carter y Walker. Entre medio tiene una pelea con Batroc y salva a miembros del consejo secuestrados en helicóptero. Tras encontrarla, Wilson intenta razonar y no pelear con Morgenthau, pero Carter la mata cuando ella le apunta con un arma. Después de llevarse el cuerpo de Morgenthau, Wilson convence al GRC de posponer su voto inminente para forzar la reubicación de las personas desplazadas por Blip y hacer esfuerzos para ayudarlos, evitando que una nueva Karli pueda aparecer para ponerlos en riesgo. También convence al gobierno de crear una estatua en honor a Bradley como parte de la exhibición del Capitán América del Smithsoniano. Luego, Wilson regresa a casa y se une a su familia, Barnes y su comunidad para una comida al aire libre.

### Conflicto con El Líder
En 2026, Wilson se entera de que Ross se ha convertido en el próximo presidente de los Estados Unidos. En 2027, Wilson y Torres interceptan con éxito una venta ilegal de adamantium en México. Como recompensa, Wilson le presenta a Torres a Isaiah. Al mismo tiempo, Wilson recibe una llamada de Ross invitándolo a la Casa Blanca. Él trabaja en un trato donde puede llevar a Torres y Bradley. En la Casa Blanca, Ross le cuenta a Wilson su plan para reformar a los Vengadores, además de elegir al nuevo Capitán América como el rostro del tratado de adamantium. Mientras se dirige a los líderes internacionales, Bradley y otros cuatro hombres atacan a Ross. Bradley es arrestado y Wilson es despedido.
Wilson y Torres investigan un sitio oculto en Virginia Occidental y descubren que Samuel Sterns usó control mental en Bradley para atacar al presidente, luego de que Ross incumpliera su promesa de liberar a Sterns. La investigación de la agente Ruth Bat-Seraph también la lleva al sitio. Después de que el trío escapa del laboratorio, Wilson es detenido. En la Isla Celestial en el Océano Índico, Wilson y Torres detienen a dos pilotos estadounidenses controlados mentalmente que atacan la flota japonesa para evitar encender una guerra entre Japón y los EE. UU. Aunque tienen éxito, Torres resulta gravemente herido. Antes de ser arrestado, Sterns expone a Ross al público a través de una transmisión en vivo, lo que hace que el presidente se transforme en Hulk Rojo. Wilson atrae a Ross al campo de flores de cerezo en Washington en un intento de usar los recuerdos del presidente con su hija Betty Ross para detener su alboroto. Se produce una brutal batalla entre los dos, en la que Wilson logra evadir por poco algunos de los ataques de Ross y causar daños menores, pero finalmente es atrapado y le arrancan una de sus alas de vibranium. Wilson usa la energía cinética almacenada en el ala que le queda para empalar a Ross y provocar una explosión que deja a ambos inconscientes temporalmente. Wilson, herido, razona con Ross y permite que el presidente vuelva a ser el mismo de siempre.
Tras el incidente, Bradley es exonerado mientras que Ross es encarcelado en la Balsa, donde Wilson y Betty lo visitan. Wilson visita a Sterns, también encarcelado en la Balsa, y se entera del multiverso y se le advierte de un ataque entrante de otros mundos.

## Versiones alternativas
Otras versiones de Wilson se representan en las realidades alternativas del multiverso MCU en la serie What If...?.

### Brote de zombis
En un 2018 alternativo, Wilson se infectó con un virus cuántico que lo convirtió en un zombi. En este estado, luego ataca a Bucky Barnes y Okoye en Grand Central Terminal antes de ser asesinado por este última.

### Guerra Gamma
En un 2014 alternativo, Wilson se hizo amigo de Bruce Banner mientras corría en Washington D. C. El invitó a Banner a un grupo de apoyo y al barco de pesca de su familia, pero fue testigo de cómo Banner se convertía en Hulk y huía.
Diez años después, Wilson se convirtió en el Capitán América después de que los Vengadores originales fueran asesinados por monstruos parecidos a Kaiju liderados por "Apex" Hulk. Wilson ha estado trabajando en estrecha colaboración con Bucky Barnes y Monica Rambeau. Cuando Apex regresa, Wilson lidera un nuevo equipo formado por Shang-Chi, Marc Spector, Nakia y Guardián Rojo para pilotar gigantescos trajes Hulkbuster Mech para luchar contra Apex y su ejército. A petición de Rambeau, Wilson se encontró con Banner en una isla y se enteró del Protocolo Poderoso Vengador que los ayudó. Sin embargo, durante la batalla en Nueva York, Wilson vio cómo Banner se convertía en un Mega-Hulk para finalmente derrotar a Apex.

## Diferencias con los cómics.
Se han observado varias diferencias entre la versión del cómic del personaje y la adaptación del MCU. La historia de fondo del cómic del personaje se prescinde por completo, y en su lugar se presenta a Wilson con un trasfondo militar, un aspecto que se originó en los cómics Ultimate a través del cual puede relacionarse con Rogers. En el cómic, Wilson tiene la capacidad de comunicarse con las aves y es asistido en sus actos heroicos por un halcón real llamado Redwing. En las películas, Redwing es transformado por un dron, que el personaje puede controlar de forma remota. El disfraz de Wilson también es dramáticamente diferente del atuendo ceñido con el torso desnudo que usa el personaje en los cómics, en lugar de usar un atuendo utilitario inspirado en la versión Ultimate Marvel, aunque Mackie ha indicado que quería usar "Spandex rojo, cabeza toe" para el papel.
En The Falcon and the Winter Soldier, viste un traje rojo y plateado más cercano a los cómics. Sin embargo, mientras lucha contra los Flag Smashers y John Walker, el primero destruye su dron Redwing mientras que el segundo destruye su traje de vuelo. Después de esto, Barnes convence a Ayo de la Dora Milaje de Wakanda para que organice la construcción de un traje de vuelo de reemplazo hecho de vibranium y equipado con un par de drones Redwing.

## Recepción

### Respuesta crítica
La respuesta al personaje de Wilson fue mixta, con Jacob Stolworthy de The Independent sintiendo que era "memorable únicamente debido a la vitalidad que el actor entretenido [Mackie] aporta al papel". Sin embargo, la interpretación de Mackie de Wilson fue ampliamente elogiada, y Matt Donnelly de Variety destacó su "tono ganador" y su "humor irónico y colegial" en el papel. Andy Welch de The Guardian elogió el discurso de Wilson ante el Consejo de Repatriación Global como el "momento más grande" de Wilson en el episodio final de Falcon and the Winter Soldier, y agregó que quedaban "muchas millas" en la asociación de Wilson con el Bucky Barnes de Sebastian Stan.